# 袋町 (新宿區)
袋町（日语：／ Fukuromachi */?）是東京都新宿區的町名。未實施住居表示。2013年8月1日為止的人口有618人。郵遞區號為162-0828。

## 地理
位於新宿區東北部。北臨神樂坂，東接若宮町，南與西南連南町、中町、北町，西通岩戶町。町域內以住宅地為主。

## 歷史
因位於牛込台地上，視野良好，戰國時代牛込氏在此地建造牛込城，後北條氏滅亡後廢城。
江戶時代，此地的地藏坂有許多販賣藁（秸稈）的店，稱為「藁店」（わらだな）。此外，坂上有通往牛込北御徒町（現北町）御徒組的「袋小路」（死巷），因此也稱袋町。
1645年（正保2年）光照寺遷至此地，形成門前町。1765年（明和2年）幕府天文方的司天台移往光照寺對面，1782年（天明2年）移至淺草。
1869年（明治2年）成立牛込袋町。1911年（明治44年）去除冠稱，改為袋町。

### 地名由來
根據昭和51年的《新宿區町名誌》，本地是「藁店橫町內的袋地」而得名。而平成22年的《新修　新宿區町名誌》認為袋町是來自「肴町內的袋道（袋小路）」。

## 交通
町域內沒有鐵路車站，可利用都營地下鐵大江戶線牛込神樂坂站。

## 設施
- 光照寺
- 日本出版俱樂部會館

## 備註
1. ↑  『角川日本地名大辞典 13　東京都』、角川書店、1991年再版、P879
2. ↑  .   [2013-08-10]. （原始内容存档于2014-08-19）.

## 外部連結
- 新宿區役所（页面存档备份，存于）